# Giuliano Amidei
Pour les articles homonymes, voir Amadei.
Giuliano Amidei ou Amadei (Florence, av. 1446 - Lucques, 1496) est un peintre italien également spécialisé dans l'enluminure.

## Biographie
Giuliano Amidei est un frère camaldule dont il n'existe que peu de documents biographiques. Le 12 mars 1446, il entre au monastère San Benedetto alla porta di Borgo Pinti où il a probablement fait son éducation artistique au contact de Fra Angelico, Zanobi Strozzi, au cours de leurs travaux pour le scriptorium de Santa Maria degli Angeli.
Sa formation achevée, il quitte le couvent florentin des Anges où il était enregistré comme peintre et enlumineur.
Selon l'historien d'art Mario Salmi, certains codex de la Biblioteca Malatestiana de Cesena peuvent lui être attribués (1446-1454).
Pendant cette période il a probablement collaboré avec Piero della Francesca au polyptyque de la Madonna della Misericordia, en effet les saints des petites colonnes latérales et la predelle lui sont attribués.
Il a travaillé à Rome auprès du pape Paul II et aurait quitté Rome peu de temps après l'avènement de Sixte IV pour s'établir à Lucques, où il meurt en 1496.
Son unique œuvre certaine est le triptyque de la abbaye San Martino a Tifi à Caprese Michelangelo daté entre 1480 et 1484. Ce travail témoigne d'un style éclectique influencé par Fra Filippo Lippi, Giovanni di Francesco (identifié préalablement en « Maître du Triptyque Carrand ») et Alesso Baldovinetti.

## Œuvres

### Panneaux
- Vierge à l'Enfant et saints, polyptyque, provenant de l'abbaye San Martino a Tifi, actuellement au Musée Michel-Ange, Caprese Michelangelo.
- Prédelle du polyptyque Madonna della Misericordia :
  - Orazione nell'orto,
  - Flagellazione,
  - Deposizione,
  - Noli me tangere,
  - Marie al sepolcro.

### Enluminures

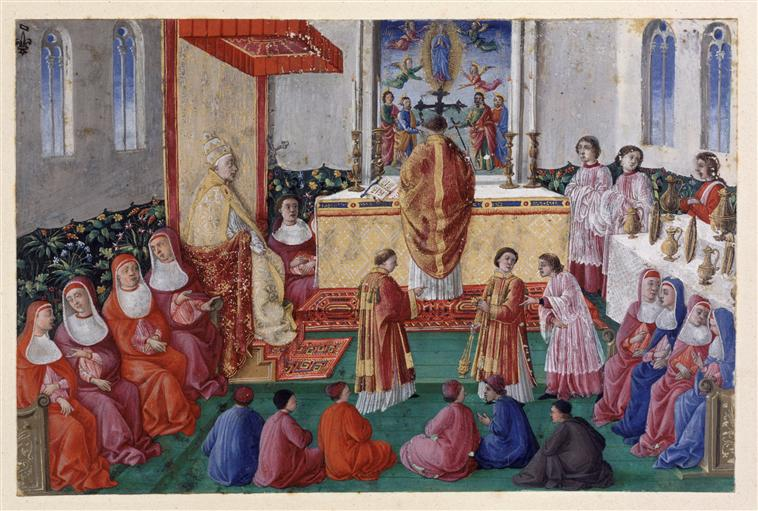
Messe solennelle coram papa à la chapelle Sixtine, avec Sixte IV. Miniature de Giuliano Amidei, musée Condé.

- attribution d'une miniature extraite d'un missel aujourd'hui disparu, Musée Condé, Chantilly[3]
- Missel de Fulvio della Cornia, Bibliothèque capitulaire de Pérouse, Ms.12
- Missel pour la célébration de la messe à la Chapelle Sixtine pour le pape Innocent VIII vers 1484-1492, manuscrit disparu et connu par 6 folios conservés dont l'un au J. Paul Getty Museum de Los Angeles (Crucifixion), ms.110[4]